# Аматорський радіозв'язок

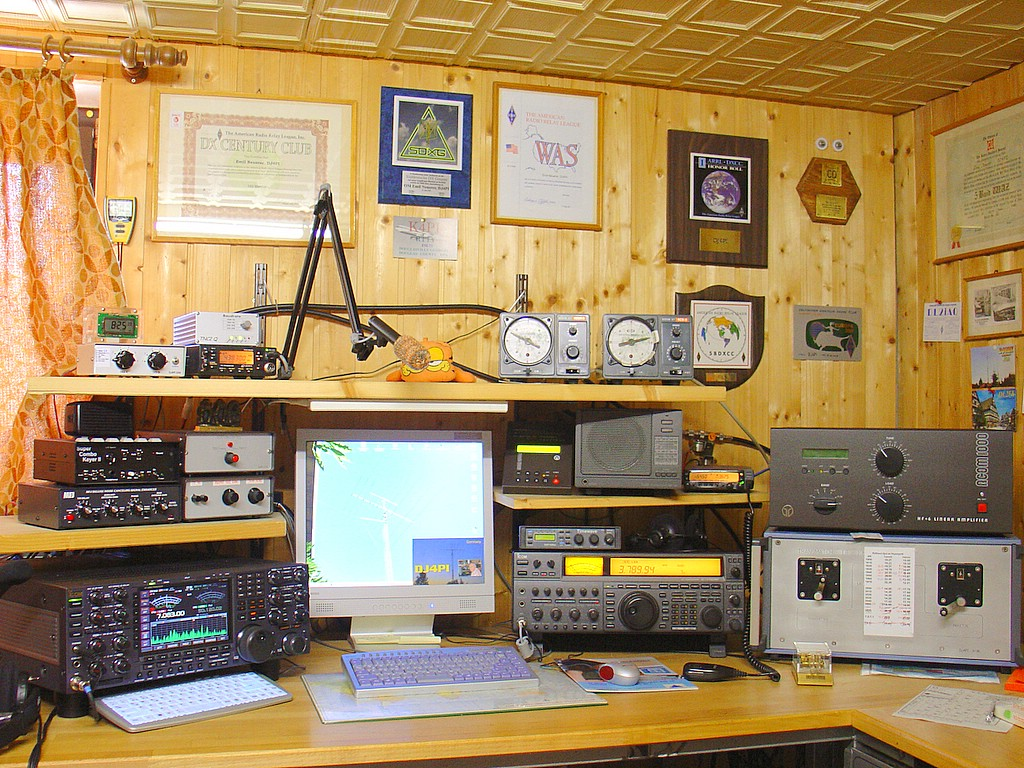
Робоче місце оператора аматорської радіостанції

Аматорський радіозв'язок — вільний вихід в ефір на виділених частотних смугах, що проводиться з метою взаємного спілкування, самонавчання, технічних досліджень, дозвілля, радіоспорту, змагань та аварійного зв'язку, виключно з особистої зацікавленості та без отримання матеріального зиску, і здійснюється радіоаматорами, тобто особами, котрі мають відповідну технічну кваліфікацію, обладнання та дозвіл національної адміністрації зв'язку.
Службу радіоаматорського зв'язку (аматорська служба та аматорська супутникова служба) було засновано Міжнародним союзом електрозв'язку через Регламенту радіозв'язку, прийнятого 6 грудня 1979 року на Всесвітній конференції з радіозв'язку в м. Женева, Швейцарія. Національні уряди регулюють технічні та експлуатаційні характеристики передачі радіо, і видають ліцензії окремим станціям з ідентифікаційними позивними. Потенційні оператори-аматори проходять перевірку на розуміння ключових концепцій електроніки та правил радіозв'язку.
Радіоаматори використовують різні режими передачі голосу, тексту, зображень і даних, та мають доступ до розподілу частот у всьому спектрі радіочастот. Це дає змогу спілкуватися у межах міст, регіонів, країн, континентів, світу чи навіть у космосі. У багатьох країнах радіооператори-любителі також можуть надсилати, приймати або ретранслювати радіозв'язок між комп'ютерами або приймачами, підключеними для захисту віртуальних приватних мереж в Інтернеті.
Аматорський радіозв'язок офіційно представлений та координується Міжнародним радіоаматорським союзом, який організований у трьох регіонах і входить до складу національних радіоаматорських товариств, які існують у більшості країн світу.

## Аспекти
Аматорський радіозв'язок як вид діяльності може мати різноманітні напрямки, в тому числі:
- Конструювання і спорудження аматорської приймально-передавальної апаратури та антен;
- Участь в різних національних і міжнародних змаганнях з радіозв'язку (радіоспорт);
- Колекціонування карток-квитанцій, що висилаються на підтвердження проведених радіозв'язків і/або дипломів, які видаються за проведення тих чи інших зв'язків, або певної їх кількості;
- Пошук кореспондентів і проведення радіозв'язків з аматорськими радіостаціями, що працюють з віддалених регіонів або з місць, звідки рідко працюють радіоаматори (DXing);
- Робота різними видами випромінювання (телеграфія, телефонія з односмуговою або частотною модуляцією, телебачення з повільною розгорткою (SSTV), цифрові види зв'язку);
- Зв'язок на УКХ з використанням відбиття радіохвиль від Місяця (EME), від зон полярного сяйва («Аврора»), від метеорних потоків, з ретрансляцією через радіоаматорські ШСЗ;
- Робота малою потужністю випромінювання (QRP), на найпростішій апаратурі;
- Робота на ретро-апаратурі, реставрація та відновлення історичних зразків апаратури радіозв'язку;
- Участь в радіоекспедиціях — вихід в ефір з віддалених і важкодоступних зон, країн, місцевостей, де відсутні активні радіоаматори;
- Участь в радіоаматорських аварійно-рятувальних службах (РАС або ARES — Amateur Radio Emergency Service[en]) допомога в ліквідації всіляких катастроф та природних катаклізмів.

## Організація і правові основи
Радіоаматор має право виходити в ефір на підставі отриманого ним дозволу (ліцензії) з використанням присвоєного йому кличного знаку. Існують також гуртові (клубні) радіостації, де на певних умовах можуть виходити в ефір оператори, котрі не мають особистих дозволів. Діяльність радіоаматорів при роботі в ефірі та проведенні радіозв'язків регламентується національним законодавством. Основою такого законодавства є міжнародний Регламент аматорського радіозв'язку (Radio Regulations), що видається Міжнародним союзом електрозв'язку (ITU).
Радіоаматор, який не має власного передавача, а тільки приймач, може отримати офіційний статус наслухача (SWL, англ. Short wave listener). Наслухачу присвоюється спеціальний кличний знак, він може здійснювати обмін QSL-картками з власниками передавачів, сигнали яких він чув в ефірі, отримувати дипломи, інші відзнаки та брати участь у різних змаганнях. У СРСР статус наслухача був обов'язковою умовою для роботи як оператора гуртової радіостації, а наявність певного операторського та технічного досвіду було умовою отримання дозволу на передавач.
Діяльність радіоаматорів України визначається і здійснюється у відповідності до Регламенту аматорського радіозв'язку України

## Розподіл частот
За міжнародним Регламентом радіозв'язку аматорській службі розподілено для роботи такі діапазони частот:
| Діапазон частот, МГц   | Розподілено на основі                                                                                     |
| ---------------------- | --- |
| 0,1357—0,1378          | вторинній, обмеження потужності до 1 Вт                                                                   |
| 0,472—0,479            | вторинній, обмеження потужності до 1 Вт                                                                   |
| 1,81—1,85              | первинній                                                                                                 |
| 1,715—1,80 та 1,85—2,0 | вторинній, у деяких країнах може бути виділено діапазон загалом до 200 кГц, обмеження потужності до 10 Вт |
|                        | |
| 3,5—3,8                | первинній сумісно з іншими службами                                                                       |
| 7,0—7,2                | первинній, у деяких країнах сумісно з іншими службами                                                     |
| 7,2—7,3                | первинній, лише у деяких країнах                                                                          |
| 10,1—10,15             | вторинній                                                                                                 |
| 14,0—14,25             | первинній                                                                                                 |
| 14,25—14,35            | первинній, у деяких країнах сумісно з іншими службами                                                     |
| 18,068—18,168          | первинній                                                                                                 |
| 21,0—21,45             | первинній                                                                                                 |
| 24,89—24,99            | первинній                                                                                                 |
| 28,0—29,7              | первинній                                                                                                 |
|                        | |
| 50—54                  | первинній, лише в деяких країнах                                                                          |
| 70,0—70,5              | не розподілено                                                                                            |
| 144—146                | первинній                                                                                                 |
| 430—440                | первинній, у деяких країнах сумісно з іншими службами                                                     |
| 902—928                | вторинній, лише в деяких країнах                                                                          |
| Діапазон частот, ГГц   | Розподілено на основі                                                                                     |
| 1,240—1,300            | вторинній                                                                                                 |
| 2,3—2,45               | вторинній                                                                                                 |
| 3,3—3,5                | вторинній, лише в деяких країнах                                                                          |
| 5,65—5,85              | вторинній                                                                                                 |
| 5,85—5,925             | лише в деяких країнах                                                                                     |
| 10,0—10,5              | вторинній                                                                                                 |
| 24,0—24,05             | первинній                                                                                                 |
| 24,05—24,25            | вторинній                                                                                                 |
| 47,0—47,2              | первинній                                                                                                 |
| 76,0—77,5              | вторинній                                                                                                 |
| 77,5—78,0              | первинній                                                                                                 |
| 78,0—81,0              | вторинній                                                                                                 |
| 119,98—120,02          | не розподілено                                                                                            |
| 122,25—123,0           | вторинній                                                                                                 |
| 134—136                | первинній                                                                                                 |
| 136—141                | вторинній                                                                                                 |
| 142—149                | не розподілено                                                                                            |
| 241—248                | вторинній                                                                                                 |
| 248—250                | первинній                                                                                                 |
| понад 275              | не розподілено                                                                                            |

Примітки: Станції вторинної служби не повинні створювати завад станціям первинних служб і не мають права вимагати захисту від завад, створених роботою первинних служб. Деякі діапазони, наведені в таблиці, не розподілено для аматорського радіозв'язку на міжнародному рівні, але радіоаматори сподіваються отримати ці або еквівалентні розподіли.

## Етимологія
Термін "гем-оператор" широко застосовувався в 19-му столітті операторами дротового телеграфу до телеграфістів з поганими навичками "ham fisted"-"незграбний"
Перша письмова згадка гем-радіо зустрічається у доповіді Роберта Мортона, який наводить цитату з почутого радіообміну між аматорами:"Скажи-но, ти знаєш приятеля, який будує нову станцію у твоєму напрямку? Я думаю він гем" . Однак, термін не мав широкого поширення у США аж до 1920-х, після чого став поступово розповсюджуватися у інших англомовних країнах.
Серед перших аматорів радіо, яке тоді називали бездротовим телеграфом було багато відставних телеграфістів, отже слівце "гем" було узяте на озброєння професійними телеграфістами як образливе позначення некваліфікованих аматорів-ентузіастів.
Генбі Карвер у статті "Повені та радіо" у серпневому числі журналу за 1915 рік "Технічний світ" писав: "Тоді хтось домудрувавсь-таки до "гемів". Це непоштиве прізвисько дали комерційні радисти радіоаматорам"
Це непоштиве, навіть лайливе прізвисько було у вжитку аж до 1940-го. Про це свідчить бюлетень Асоціації безпеки публічного зв'язку (APCO Bulletin),
січневе число за 1940 рік : "чутки про припис Федеральної комісії у зв'язку з порушеннями - створенням надмірного трафіку деякими нашими телеграфними станціями, призвели до різкого спаду гем-активності на поліцейських частотах"
Цей термін мав непоштиве забарвлення навіть тоді, коли його використовували аматори на адресу серйозних радіоекспериментаторів, про що стало відомо з грудневого числа журналу QST за 1916-й рік. Аматор, що працює на довгу дистанцію, вказує що єдиним способом уникнення радіоперешкод, було надсилання листів. "...у четвер, коли діти та індукційні котушки були у ліжках" (індукційні котушки це простенькі іскрові передавачі, які робилися власноруч з котушок запалювання автомобілів. Ці пристрої створювали дуже багато електромагнітних завад)

## Історія аматорського радіозв'язку
Одними з перших радіоаматорів, що експериментували в галузі зв'язку на коротких хвилях до 1905 року, були ірландець JMC Dennis (кличний знак DNX), британський принц Філіп (HRH), англієць A. Megson, бразилець Landell de Moura, американці Irving Vermilya, W. Pickard, Reginald A. Fessenden, француз Pierre Louis.
Експерименти з радіо проводив також фінський винахідник Ерік Тігерстед, який за допомогою самостійно збудованого іскрового передавача виходив в ефір, заважаючи роботі радіостанцій військово-морського флоту, він був заарештований за підозрою в шпигунстві. Звинувачення з нього зняли завдяки заступництву О. Попова.
Першим українським аматором радіозв'язку, а також першим аматором радіозв'язку колишньої Російської імперії був Сергій Жидковський з міста Жмеринки на Вінниччині, який проводив експерименти з проведення радіозв'язку починаючи з весни 1912 року. Він побудував дві радіостанції потужністю біля 50 ват та здійснював двосторонній радіозв'язок QSO зі своїм товаришем на відстані 2 вест. Радіоприймач дозволяв приймати радіостанції Києва, Одеси, Жмеринки, Бобруйська, Берліна, Гамбурга, Парижа. В 1914 р. з початком першої світової війни він був запідозрений у шпигунстві, заарештований за незаконний вихід в ефір але суд зняв з нього обвинувачення у шпигунстві та звільнив його з-під варти.
Одне з перших в світі QSO (двосторонніх зв'язків) провели в 1916 американці 2IB і 8AEZ.
У зв'язку з Першою світовою війною Конгрес США заборонив роботу всіх аматорських електронних радіостанцій. Обладнання повинно було бути демонтовано. Після закінчення війни ці обмеження були зняті. 1 жовтня 1919 радіоаматорський зв'язок в США був відновлений.
Перше міжконтинентальне QSO відбулося 25 листопада 1923 року між французом Leon Deloy (8AB) з Ніцци і американцями Fred H. Schnell (1MO) з Коннектикуту і John L. Reinartz (1QP/1XAL) в діапазоні з довжиною радіохвиль близько 100 м.
З кінця 1924 року почалося впорядковування аматорських кличних знаків — перша літера вибиралася в залежності від назви країни перебування. До цього оператори призначали собі кличні знаки на власний розсуд.
15 січня 1925 вийшов в ефір аматорський передавач, побудований Ф. А. Лбовим (R1FL — «Росія, перша, Федір Лбов») з Нижнього Новгорода. Він вважається першим радіоаматором-короткохвильовиком СРСР (на ключі працював його друг В. М. Петров). Його першу передачу прийняли в Месопотамії (Ірак), на відстані близько 2500 км. На той час у Лбова і Петрова не було приймача і про те, що їх передачу почули, вони дізнавалися з телеграм та іноземних журналів.
18 квітня 1925 був заснований Міжнародний радіоаматорський союз (IARU).
У 1926 р. американською радіоаматорською лігою (ARRL) був заснований перший в світі радіоаматорській диплом WAC («Працював з усіма континентами»). Диплом № 1 був виданий 13 квітня того ж року американцю Брендону Вентворту (U6OI).
У квітні 1927 року при Товаристві друзів радіо СРСР була створена Центральна секція коротких хвиль, що об'єднувала аматорів — власників передавачів і спостерігачів (SWL). Також почав виходити друкований орган секції — перший в СРСР спеціалізований журнал для короткохвильовиків «RA-QSO-RK» (додаток до журналу «Радіо всім»).
У вересні-жовтні 1927 р. був проведений перший Всесоюзний «Contest» (змагання) з радіозв'язку на коротких хвилях, в якому взяли участь радіоаматори Ленінграда, Москви, Нижнього Новгорода, Омська і Томська.
В 1928 р. радіоаматори з Італії збудували апаратуру для полярної експедиції Умберто Нобіле на дирижаблі «Італія». Сигнал про допомогу після катастрофи дирижабля першим прийняв радянський радіоаматор М. Р. Шмідт.
У жовтні 1929 р. М. Лащенко (EU5BH, пізніше — U5AE, UB5OE) з м. Суми першим в СРСР проводить міжконтинентальні QSO — з Австралією і о. Ява. Він використовував передавач потужністю всього 3 Вт при довжині хвилі 21 м, приймач прямого підсилення та Г-подібну антену. У 1936 р. Лащенко виконав умови диплому WAC, провівши зв'язки з усіма континентами.
На початку 1932 р. отримала свій кличний знак перша в СРСР жінка-короткохвильовик В. Подзорська (EU3EW) з Ленінграда.
З початком радянсько-німецької війни аматорський радіозв'язок в СРСР був заборонений, всі передавачі і приймачі було наказано здати в місцеві органи Всесоюзного радіокомітету на тимчасове зберігання під розписку. Видача дозволів відновилася навесні 1946 року і першу ліцензію отримав Е. Кренкель (UA3AA).
Один з найкращих зв'язкових приймачів передвоєнного часу — американський RCA AR-88 — розроблявся з розрахунком на радіоаматорів (AR означає Amateur Receiver). Зі вступом США в Другу світову війну його стало замовляти військове відомство для військ зв'язку, не витративши таким чином ні цента на розробку дуже досконалого зразка. Приймач поставлявся в СРСР по ленд-лізу і таким шляхом з'явився після війни у радянських короткохвильовиків.
В морських експедиціях Тура Хейєрдала з борту його судів («Кон-Тікі», «Ра», «Ра-2», «Тигрис») працювала радіостація з аматорським кличним знаком LI2B. Радистами Хейердала були Кнут Хаугланд («Кон-Тікі») і Норман Бейкер.
12 грудня 1961 р. в США був запущений перший радіоаматорській супутник OSCAR-1. Супутник пропрацював на орбіті 22 доби, передаючи телеграфом сигнал HI HI на частоті 144,983 МГц. Надалі за програмою OSCAR (див. en: OSCAR) в різних країнах запущено понад 70 аматорських супутників. Перші радянські радіоаматорські супутники РС-1 і РС-2 були запущені 26 жовтня 1978 з космодрому Плесецьк разом з апаратом «Космос-1045».
Перше аматорське QSO з космічним апаратом відбулося в листопаді 1983 року. Оуен Герріотт (W5LFL) працював з борту корабля «Колумбія» під час польоту STS-9.
На борту орбітальної станції «Мир» стояло устаткування для зв'язку на аматорських діапазонах. Операторами були Володимир Титов (U1MIR), Муса Манаров (U2MIR, ex UV3AM), Валерій Поляков (U3MIR), Олександр Волков (U4MIR), Сергій Крикальов (U5MIR, на Землі UZ3AK), Олександр Вікторенко (U6MIR), Анатолій Арцебарський (U7MIR), Генадій Стрекалов (U8MIR), Віктор Афанасьєв (U9MIR), Клаус Флад (DP0MIR, DL1MIR), Томас Райтер (DP0MIR, на Землі DF4TR), Франц Фібек (OE0MIR), Жан-П'єр Еньєре (F6MIR), Норман Тагард (R0MIR, на Землі KB4YSY) та інші. У квітні 1993 р. було проведено перше QSO в космосі між кораблем «Діскавері» (STS-56), оператор Майкл Фоул (KB5UAC), і станцією «Мир», оператори Генадій Манаков (U9MIR) і Олександр Полещук (R2MIR).
На борту орбітальної станції МКС також встановлена і активно використовується апаратура для аматорського зв'язку в пасмі 144—146 МГц. Перше QSO проведено 13 листопада 2000 року, оператори — Сергій Крикальов (U5MIR) на МКС і Муса Манаров (U2MIR) на Землі.
Астероїд (7912) Lapovok, відкритий в 1978 році, носить ім'я радянського короткохвильовика, автора популярних електронних конструкцій, багатьох статей і книг з аматорського радіо, Якова Лаповка (UA1FA).
В останні роки активно розвивається автоматичний інтернет-моніторинг проходження цифрових сигналів PSK. Скориставшись спеціальною програмою, радіоаматор, котрий передав сигнал CQ, через деякий час отримує інформацію про місце приймання переданого ним сигналу, в тому числі і у вигляді точок, позначених на карті світу. Даний моніторинг дозволяє також перевіряти і налаштовувати апаратуру.